# Kormos darázsölyv
A kormos darázsölyv (Henicopernis infuscatus) a madarak osztályának a vágómadár-alakúak (Accipitriformes) rendjébe és a vágómadárfélék (Accipitridae) családjába és a darázsölyvformák (Perninae) alcsaládjába tartozó faj.

## Előfordulása
Pápua Új-Guinea területén honos. A természetes élőhelye a szubtrópusi és trópusi síkvidéki és hegyi esőerdők.

## Megjelenése
Testhossza 50 centiméter.